# Лунвож (приток Малой Кожвы)
Лунвож (устар. Лун-Вож) — река в России, протекает в Республике Коми по территории Печорского района. Длина реки составляет 66 км. Сливаясь с рекой Войвож даёт начало Малой Кожве, в 27 км по её правому берегу.

## Притоки
- Молчать-Шор (пр)
- Мекишшор (лв)
- Ошгушор (пр)
- Северный Сотчемъёль (пр)
- Щука-Кулимшор (лв)
- Кыртаёль (пр)
- Восточный Ыджыдъёль (лв)
- Сотчемшор (пр)
- Габо-Усть-Ланшор (пр)
- 30 км: Асыввож (пр)[3]
- Мыръяямашор (пр)
- Сускашор (пр)
- Каджеромшор (лв)
- Седполикпасаёль (пр)
- Западный Ыджыдъёль (лв)
- 52 км: Войвож (лв)[4]

## Данные водного реестра
По данным государственного водного реестра России относится к Двинско-Печорскому бассейновому округу, водохозяйственный участок реки — Печора от водомерного поста у посёлка Шердино до впадения реки Уса, речной подбассейн реки — бассейны притоков Печоры до впадения Усы. Речной бассейн реки — Печора.
Код объекта в государственном водном реестре — 03050100212103000063573.